# 胡文海案
胡文海案发生在2001年10月26日晚间，山西省晋中市榆次区乌金山镇大峪口村。胡文海持枪杀人致14人死亡（11户人家、8男6女被杀），3人受伤。
案犯胡文海（1954年11月11日－2002年1月25日），汉族，榆次区乌金山镇人。胡文海与高彦书、高彦堂兄弟因灌溉问题发生冲突。胡认为高氏兄弟受到本村贪腐幹部指使，遂绑架村幹部要求其交代贪腐，进而升级成为杀人案。
胡声称其犯罪原因为当地政府官员侵犯其利益，在中国大陆引起了广泛争议。他与杨佳被舆论视为“水浒式英雄”，而王希哲有不同意见:362。

## 被害者名单
按照被杀事件顺序
| 姓名             | 性別 | 身份             | 年齡 | 后果 |
| ---------------- | ---- | ---------------- | ---- | ---- |
| 李继             | 男   | 本村煤矿销售     | 56岁 | 死亡 |
| 胡根生           | 男   | 村干部           |      | 重伤 |
| 冯俊莲           | 女   | 村民张敬林妻子   | 40岁 | 死亡 |
| 张文慧           | 女   | 村民张敬林女儿   | 11岁 | 死亡 |
| 高彦书（高彦苏） | 男   | 与胡有矛盾的村民 | 51岁 | 死亡 |
| 冀金堂           | 男   | 前任村长         | 53岁 | 死亡 |
| 胡拉弟           | 女   | 冀金堂妻子       |      | 重伤 |
| 胡福龙           | 男   | 村民             | 50岁 | 死亡 |
| 闫爱兰           | 女   | 村民胡福龙妻子   | 46岁 | 死亡 |
| 胡三计           | 男   | 村民             | 71岁 | 死亡 |
| 安增玉           | 男   | 胡三计家客人     | 38岁 | 死亡 |
| 张素花           | 女   | 胡三计儿媳       | 45岁 | 死亡 |
| 郭建勇           | 男   | 胡三计家客人     | 33岁 | 死亡 |
| 刘海生           | 男   | 村干部           |      | 轻伤 |
| 赵银莲           | 女   | 李利生妻子       | 39岁 | 死亡 |
| 李利生           | 男   | 村干部           | 41岁 | 死亡 |
| 李瑞萍           | 女   | 李利生女儿       | 16岁 | 死亡 |

## 相关
- 贾樟柯2013年执导的电影《天注定》，第一段故事中大海人物原型，由姜武飾演。
- 杨佳袭警案